# Lourdes-i Szeplőtelen Szűz Mária-templom (Róma)
A Lourdes-i Szeplőtelen Szűz Mária-templom Rómában, az Aurelio kerületben, a via Santa Bernadettén található.

## Története
1958-ban épült Domenico Placidi és Luciano Folli építész tervei alapján; 1965. február 11-én, Szűz Mária Bernadette Soubirous-nak történt első megjelenése évfordulóján szentelték fel. A templom a Lourdes-i Szűzanya Szeplőtelen Fogantatása Nővérek oktatási intézményéhez kapcsolódik, és a Római egyházmegye tulajdona; továbbá az 1978. november 1-jén alapított, azonos nevű plébánia székhelye, amelyet Ugo Poletti bíboros helynök lelkipásztori  rendeletével alapított.
Szent II. János Pál pápa 1992. november 8-án meglátogatta a templomot, amit az épület hátulján elhelyezett emléktábla örökít meg.

## Leírása

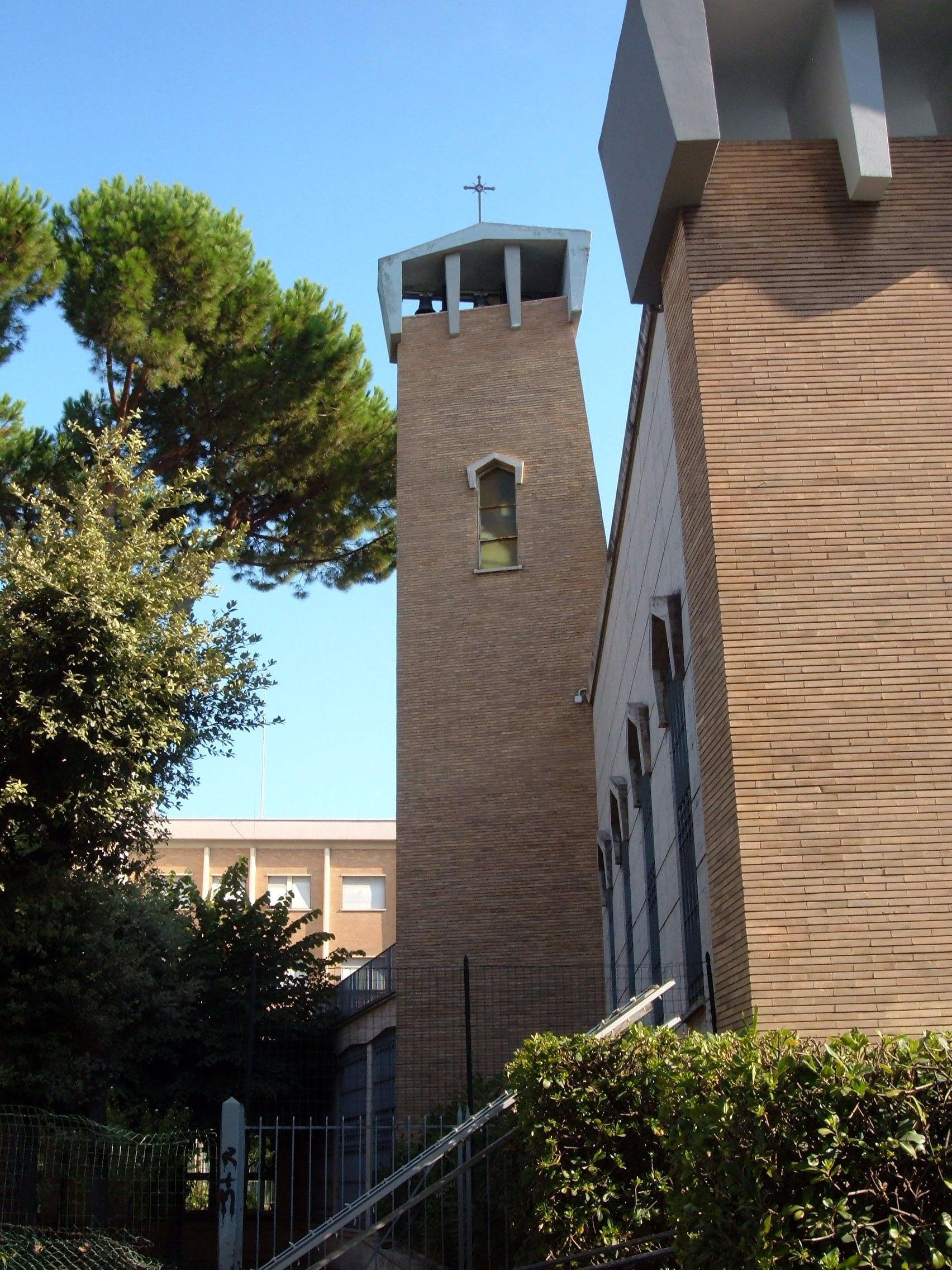
A harangtorony

A belső tér négyszögletes alaprajzú, egyetlen hajóval, amelynek födémjét négy fekete márványoszlop tartja; a padló rózsaszínű gránit. A presbitériumot sárga márványlapok borítják. A főoltárt két másik kisebb oltár fogja közre. Művészi szempontból a templomban:
- a presbitériumban a három oltárral összhangban a vatikáni mozaikiskola által kivitelezett értékes mozaikok vannak, amelyek balról jobbra a következőket ábrázolják: Jézus Szentséges Szívét, Mária megjelenését Soubirous Bernadettnek és Szent Józsefet;
- oldalfalaiban nyolc ólomüvegablak a római katolikus egyház alábbi szentjeit ábrázolja: Alacoque Szent Margit, Szent Johanna, Loyolai Szent Ignác, Lisieux-i Szent Teréz, Szent Lajos, X. Piusz pápa, Mihály arkangyal és Gonzaga  Szent Alajos.
- a főoltár alatti bronz dombormű, Márta és Mária evangéliumi epizódjának ábrázolása a következő felirattal: Maria optimam partem elegit, quae non auferetur ab ea (Mária a legjobb részt választotta magának, amit senki nem fog elvenni tőle), Lukács evangéliuma 10,38-42).

## Bíboros-protektorok
A címtemplom jelenlegi bíboros-protektora François-Xavier Bustillo O.F.M. Conv. 2023. szeptember 30. óta.

### Korábbi protektorok
- Juan Francisco Fresno Larraín (1985.05.25. – 2004.10.14.)
- Nicholas Cheong Jin-suk (정진석 니콜라오 / 鄭鎮奭) (2006.03.24. – 2021.04.27.)
- Richard Kuuia Baawobr M. Afr. (2022.08.27. – 2022.11.27.)

## Fordítás
- Ez a szócikk részben vagy egészben  a   Chiesa di Santa Maria Immacolata di Lourdes (Roma) című olasz Wikipédia-szócikk ezen változatának fordításán alapul.  Az eredeti cikk szerkesztőit annak laptörténete sorolja fel. Ez a jelzés csupán a megfogalmazás eredetét és a szerzői jogokat jelzi, nem szolgál a cikkben szereplő információk forrásmegjelöléseként.

## Bibliográfia
- A plébánia honlapja